# 帕多瓦大學
帕多瓦大學（拉丁語：Universitas Studii Paduani，縮寫為 UNIPD），位於義大利帕多瓦的大學。它的法學院於1222年成立，但是學校實際建立的時間則更早。它是世界上最早的大學之一，歷史悠久，為義大利歷史第二悠久的大學，也是歐洲近代很重要的一所大學。大学现有约60，000名注册学生，国际学生占3%。大学有8个学院，32个系，80个本科专业，93个硕士专业，31个图书馆，1个大学医院，1个实验农场。

## 历史

### 起源
1222年，一些来自博洛尼亚大学的学生和教授们，为了寻求更多的学术自由，来到了帕多瓦并首次登记了帕多瓦大學（Studium Patavinum）。在此之前，当地已经有了法律学校和医学校。准确的建校时间已经难以追溯了，因此通常以1222年作为帕多瓦大學的创建时间。

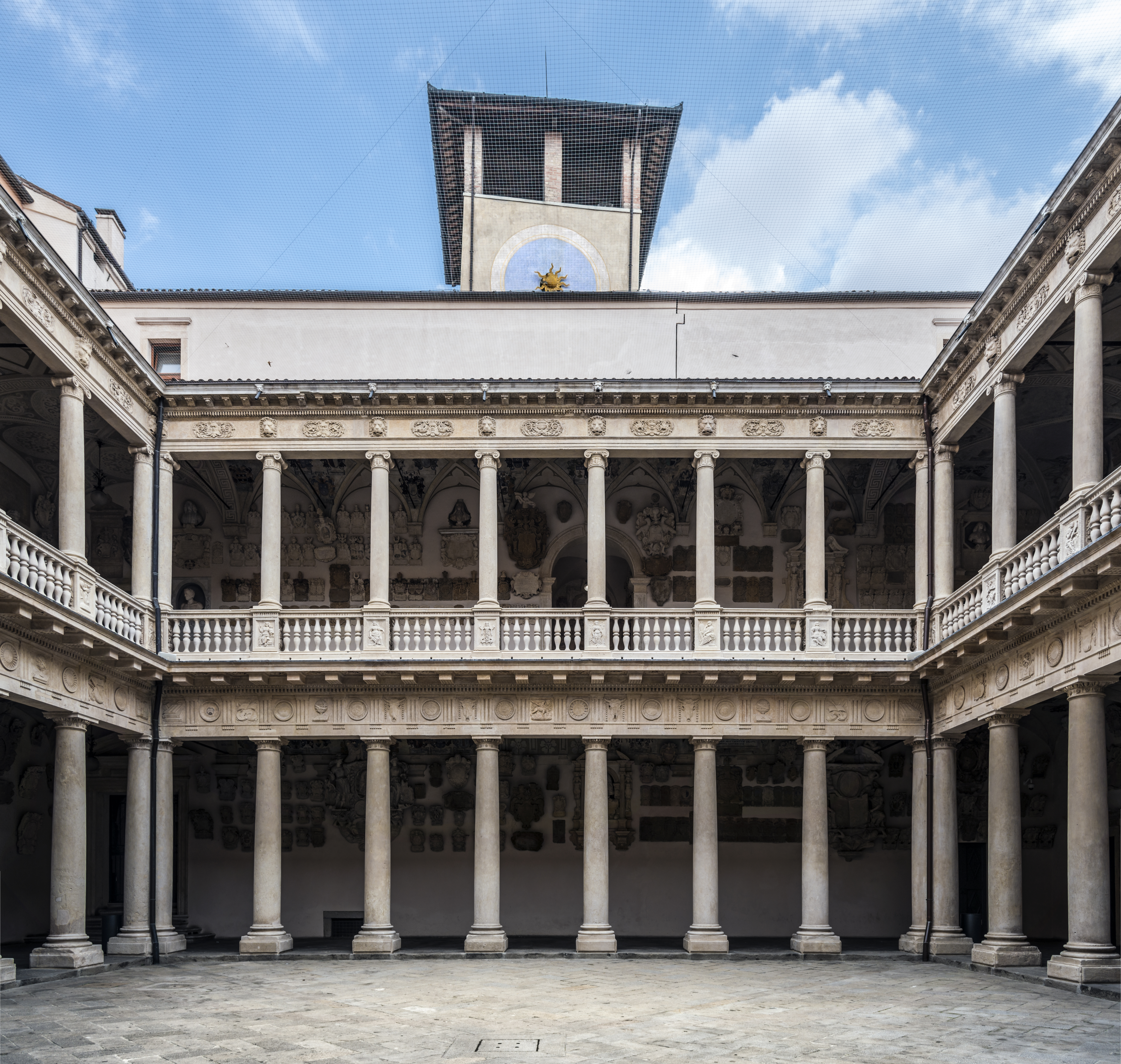
博宫

开始的时候法学院（Universitas Iuristarum）只教授民法和经典法，但是在1250年左右也开始有了关于医学和工艺的课程。因此，于1399年，在Francesco II da Carrara的介入下，工艺学院（Universitas Artistarum）独立了出来。这个新的院，教授天文，辩证法，哲学，语法，医学和修辞学。
大学的课程为6年制（16世纪降至5年，17世纪降至4年），学生须上课（lectiones）并且参与学校组织的补习（repetitiones）、议题（questiones）、讨论（disputationes）。学生们来自欧洲各国，他们被分为两个“民族”（Nazioni ）：“山内民族”(Natio Citramontanai）指来自亚平宁半岛的学生，“山外民族”（Natio Ultramontana）指籍贯在阿尔卑斯山以北的学生。

### 威尼斯共和国

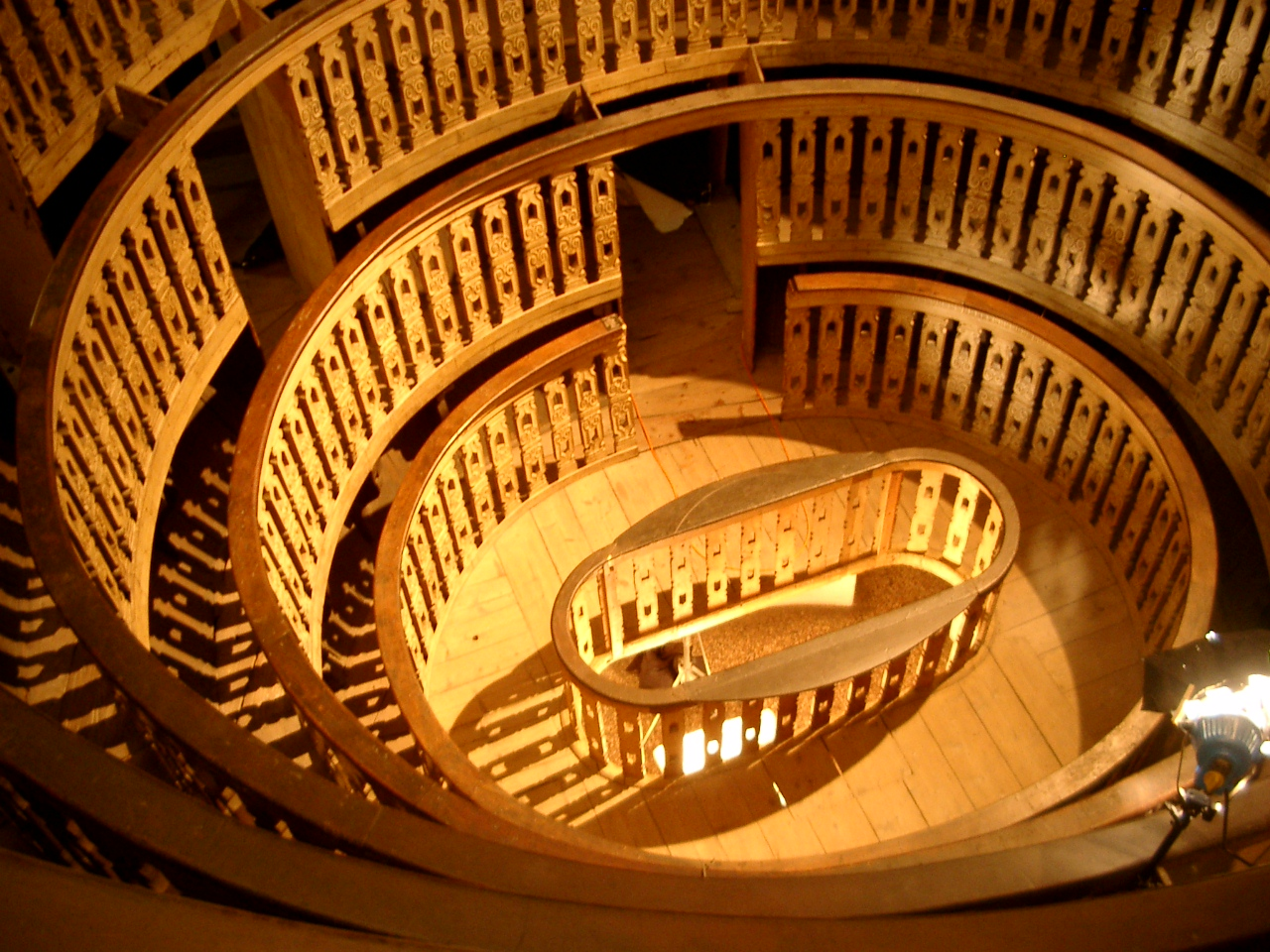
解剖剧场，1595年

1405年，帕多瓦并入威尼斯共和国，在它的统治下，帕多瓦大學开始了最辉煌的时期。
从15世纪到17世纪，由于威尼斯共和国给予其相对的自由和独立，帕多瓦大學成为了世界的学术和研究中心。同时，因为共和国的经济、政治实力，帕多瓦也成为了文化中心。就是在这个时期，帕多瓦大學采用了 "Universa Universis Patavina Libertas" 作为它的校训。
1493年，法学院转移到了Hospitium Bovis，是一个在当时很大的旅店，之后经过扩大和改建，变成了帕多瓦大學的主校址，博宫。
1545年，帕多瓦植物园公开于众，是世界上第二早的植物园。
1595年1月15日，西罗尼姆斯·法布里休斯在博宫创办了世界上第一个解剖剧场--帕多瓦解剖剧场。随后，在医学名家们，如乔瓦尼·莫尔加尼，的努力下，最终现代解剖学于欧洲诞生。
在1592年至1610年期间，伽利略任职于帕多瓦大學，并很大的影响了科学和自然学科的研究方法。
到了18世纪，威尼斯共和国的经济、政治逐渐衰弱，帕多瓦大學也迎来了它的低谷，特别是法学院和工艺学院之间的区别消失了。 19世纪帕多瓦被奥地利帝国统治，一直到1867年同意大利王国合并。
在1797年至1813年那段政治糟糕的时期，许多优秀的老师遭到了解雇。1848年2月8日，爆发了一次学生对奥地利政府的示威。这次事件造成了两名学生的死亡，大学的暂时关闭，开除了73名学生并解雇了4位老师。

### 意大利王国
帕多瓦大學在交付于意大利王国政府的同时，受到了严重的创伤。17名教授被解雇，农业学校、兽医学校和神学校遭到了关闭，放弃了奥地利大学系统而转用了旧式的意大利系统，并且，有许多优秀的老师转校到了罗马大学。
大學只剩下了四个学院，法律、医药和手术、文学和哲学、数学物理和自然。19世纪末起，帕多瓦大學开始了缓慢的扩张，创立了一些新的学院：工程学院(1876年)，药剂学院(1933年)，政治学(1924年)。

### 第二次世界大战
1943年9月9日，在开学典礼上，校长Concetto Marchesi对学生们发表了演讲，告诉学生要反抗法西斯，为此他被迫逃亡到了瑞士。
由于在战争期间，帕多瓦大學对于法西斯和纳粹主义的反抗与斗争活动，意大利共和国授予了它金质勇气勋章，使得帕多瓦大學成为了唯一一所收到此勋章的大学。

## 知名校友
- 尼古拉·哥白尼（拉丁語：Nicolaus Copernicus，波蘭語：Mikołaj Kopernik，1473年2月19日－1543年5月24日）是文艺复兴时期的波兰数学家、天文学家，他提倡日心说模型，提到太陽為宇宙的中心。1543年哥白尼临终前发表了《天體運行論》一般認為他著的是現代天文學的起步點。它开启了哥白尼革命，并对推动科学革命作出了重要贡献。
- Pietro d'Abano - 醫生和哲學家
- Marcantonio dalla Torre - Leonardo da Vinci的解剖學指導員
- 卢卡·帕丘利（Luca Pacioli，1445年—1517年）。现代会计学之父，总结并发展了复式记账法。
- 安德雷亚斯·维萨里（拉丁語：Andreas Vesalius，荷蘭語：Andries van Wesel；1514年12月31日於布鲁塞尔－1564年10月15日於扎金索斯）文藝復興時期的解剖学家、医生，著有《人体的构造》（拉丁語：De humani corporis fabrica），被认为是近代人体解剖学的创始人。
- 米蘭多拉（Giovanni Pico dei conti della Mirandola e della Concordia，1463年2月24日－1494年11月17日），通稱喬瓦尼·皮科·德拉·米蘭多拉， 義大利文藝復興時期哲學家。其著作《論人的尊嚴》 （Oratio de hominis dignitate）被稱為「文藝復興時代的宣言」。
- Girolamo Fabrici d'Aququanpente - 於1594年在Palazzo Bo建立了永久解剖劇院
- Giovan Battista Morgagni - 病理解剖學的創始人
- 威廉·哈维（英语：William Harvey，1578年4月1日－1657年6月3日）英国医生，实验生理学的创始人之一。血液循環的發現者。
- Giovanni Dondi伯爵 - 人文學教授和彼特拉克的朋友
- Pier Paolo Vergerio，人文主義者
- 埃琳娜·科尔纳罗·皮斯科皮亚 - 1678年世界上第一位在大學畢業的女性
- 托馬斯彭克斯 - 神學英語教授
- Vittorino da Feltre - 修辭學講師
- Demetrius Chalkondyles - 希臘雅典教授
- Melchiorre Cesarotti - 詩人和翻譯
- Pietro Bembo和Torquato Tasso - 詩人
- 德西德里乌斯·伊拉斯谟（Desiderius Erasmus Roterodamus；1466年10月27日－1536年7月12日），文藝復興時期尼德兰著名的人文主义思想家和神学家。
- Franciscus Skarina - 白俄羅斯文學之父
- 波蘭詩人Klemens Janicki和Jan Kochanowski，Ugo Foscolo - 詩人
- Giuseppe Tartini，音樂家和作曲家
- 贾科莫·卡萨诺瓦（Giacomo Girolamo Casanova，1725年4月2日－1798年6月4日），极富传奇色彩的意大利冒险家、作家、追寻女色的风流才子，18世纪享誉欧洲的大情圣。生于威尼斯，卒於波希米亚的达克斯(现捷克杜赫佐夫)。卡萨诺瓦（Casanova）成为风流才子的代名词。
- Johann Georg Wirsung，解剖學家 - 胰管的發現者（“Wirsung管道”）

## 院系
大学现有8个学院：
- 农学与兽医学院 （页面存档备份，存于）
- 心理学院 （页面存档备份，存于）
- 政治与经济学院 （页面存档备份，存于）
- 工程学院 （页面存档备份，存于）
- 人类，社会科学与文化遗产学院 （页面存档备份，存于）
- 法学院 （页面存档备份，存于）
- 科学学院 （页面存档备份，存于）
- 医学院 （页面存档备份，存于）

## 備註
1. ↑  指阿尔卑斯山
2. ↑  比萨植物园建于1544年，但曾迁址两次。

## 外部連結
- 帕多瓦大學網站 （页面存档备份，存于） （意大利文） （英文） （西班牙文）
- CUS Padova （页面存档备份，存于） （意大利文）